# Twizell Castle
Twizell Castle är ett slott i Storbritannien.   Det ligger i grevskapet och kommunen Northumberland i riksdelen England, i den centrala delen av landet, 500 km norr om huvudstaden London. Twizell Castle ligger 39 meter över havet.
Terrängen runt Twizell Castle är platt. Runt Twizell Castle är det ganska glesbefolkat, med 25 invånare per kvadratkilometer. Närmaste större samhälle är Berwick-upon-Tweed, 16,1 km nordost om Twizell Castle. Trakten runt Twizell Castle består till största delen av jordbruksmark.